# 城北駅
城北駅（じょうほくえき）は、広島県広島市中区西白島町にある広島高速交通広島新交通1号線（アストラムライン）の駅。

## 歴史
- 1994年（平成6年）8月20日：開業[1][2]。
- 1999年（平成11年）3月20日：ダイヤ改正で急行列車が新設されたが、当駅は通過駅となる[1]。
- 2004年（平成16年）3月20日：ダイヤ改正で急行列車が廃止され、5年ぶりに全ての列車が停車するようになる[1]。
- 2009年（平成21年）8月8日：PASPY導入[1]。
- 2015年（平成27年）：構内放送とホームの発車標を新白島駅と同等の物に更新。

## 駅構造
島式ホーム1面2線を有する地下駅ではあるが、改札口や自動券売機がある駅舎は地上にある。ステーションカラーは■黄色。

### のりば
| のりば | 路線              | 方向 | 行先           |
| ------ | ----------------- | ---- | -------------- |
| 1      | ■アストラムライン | 下り | 広域公園前方面 |
| 2      | ■アストラムライン | 上り | 本通方面       |

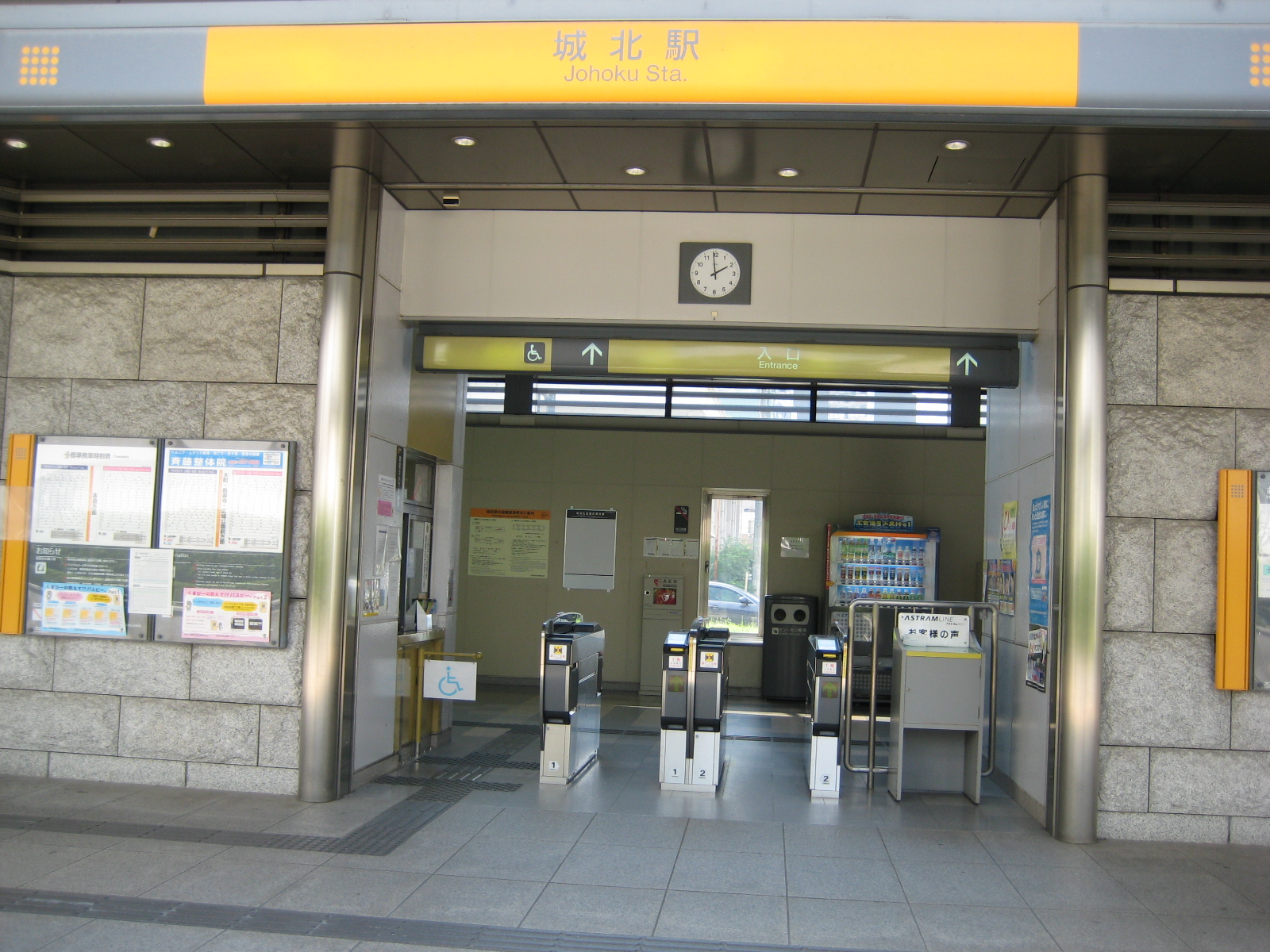
改札口（2009年8月）

## 利用状況
以下の情報は、広島市統計書に基づいたデータである。アストラムラインでは「1年毎乗車総数」と「1年毎降車総数」の情報を公開している。1日平均乗車人員データは、年度毎の乗車総数を365（閏年は366）で割った値を小数点2位を丸めて小数点1位の値にした物である。アストラムラインのデータは1,000で丸めて提供されているので、1年毎ではプラスマイナス500の誤差があり、1日当たりでは1.4人程度の誤差が発生する。
| 年度               | 1日平均 乗車人員 | 1年毎 乗車総数 | 1年毎 降車総数 |
| ------------------ | ---------------- | -------------- | -------------- |
| 1995年（平成07年） | 1,082.0          | 396,000        | 424,000        |
| 1996年（平成08年） | 1,169.9          | 427,000        | 457,000        |
| 1997年（平成09年） | 1,202.7          | 439,000        | 476,000        |
| 1998年（平成10年） | 1,241.1          | 453,000        | 487,000        |
| 1999年（平成11年） | 1,232.2          | 451,000        | 488,000        |
| 2000年（平成12年） | 1,213.7          | 443,000        | 487,000        |
| 2001年（平成13年） | 1,221.9          | 446,000        | 484,000        |
| 2002年（平成14年） | 1,142.5          | 417,000        | 461,000        |
| 2003年（平成15年） | 1,123.0          | 411,000        | 452,000        |
| 2004年（平成16年） | 1,150.7          | 420,000        | 454,000        |
| 2005年（平成17年） | 1,200.0          | 438,000        | 475,000        |
| 2006年（平成18年） | 1,241.1          | 453,000        | 491,000        |
| 2007年（平成19年） | 1,265.0          | 463,000        | 504,000        |
| 2008年（平成20年） | 1,295.9          | 473,000        | 517,000        |
| 2009年（平成21年） | 1,263.0          | 461,000        | 511,000        |
| 2010年（平成22年） | 1,301.4          | 475,000        | 524,000        |
| 2011年（平成23年） | 1,325.1          | 485,000        | 533,000        |
| 2012年（平成24年） | 1,364.4          | 498,000        | 545,000        |
| 2013年（平成25年） | 1,411.0          | 515,000        | 570,000        |
| 2014年（平成26年） | 1,430.1          | 522,000        | 574,000        |
| 2015年（平成27年） | 1,087.4          | 398,000        | 435,000        |
| 2016年（平成28年） | 1,054.8          | 385,000        | 423,000        |
| 2017年（平成29年） | 991.8            | 362,000        | 398,000        |
| 2018年（平成30年） | 972.6            | 355,000        | 390,000        |
| 2019年（令和元年） | 983.6            | 360,000        | 392,000        |
| 2020年（令和02年） | 854.8            | 312,000        | 338,000        |
| 2021年（令和03年） | 890.4            | 325,000        | 351,000        |
| 2022年（令和04年） | 917.8            | 335,000        | 364,000        |

## 駅周辺
- 広島城

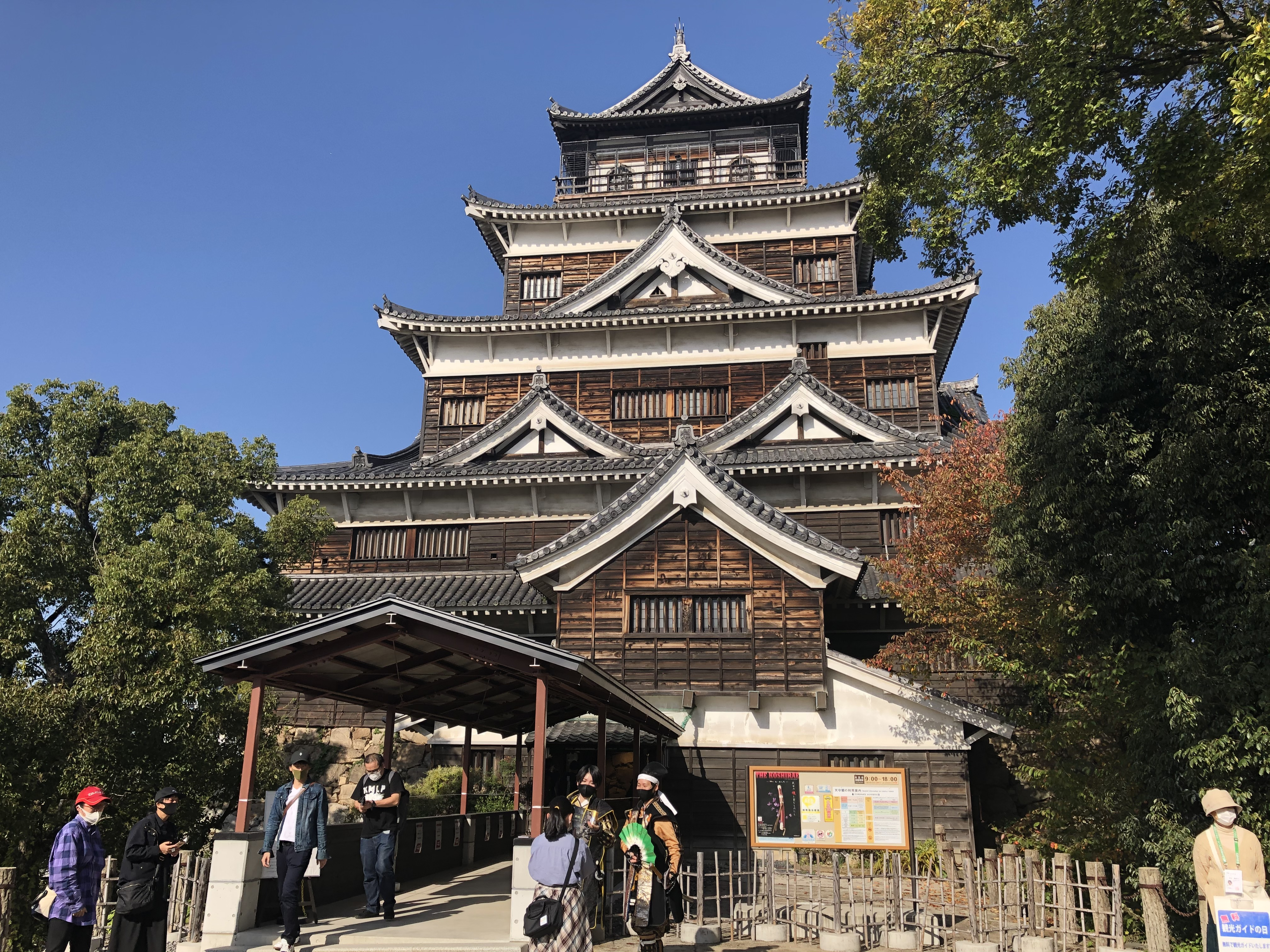
広島城（外観復元天守）

- エディオンピースウイング広島（広島サッカースタジアム）
- アプライド（パソコンショップ）
- マルナカ白島店
- RCC中国放送
- 広島市立基町高等学校
- 広島市立白島小学校
- 広島市立基町小学校
- JRバス中国「基町」停留所
- 広島バス「西白島」停留所

## その他
- 駅スタンプは広島城が描かれている。

## 隣の駅
広島高速交通
■広島新交通1号線（アストラムライン）
県庁前駅 - 城北駅 - 新白島駅